# ابن مطروح
ابن مطروح (۱۱۹۶-۱۲۶۰) شاعر و نثرنویس مصری بود.

## زندگی
نام و نسب او «جمال الدین ابوالحسن یحیی بن عیسی بن ابراهیم بن حسین بن علی بن مطروح» ذکر شده. زادهٔ ۷ ژوئیه ۱۱۹۶م/ ۸ رجب ۵۹۲ق در اسیوط بود. آنجا و در قوص بزرگ شد و درس خواند. در سال ۶۲۶ق به قاهره رفت و سپس ساکن حلب شد. به هنگام حملهٔ صلیبی‌ها به مصر به فرماندهی لویس نهم، ابن مطروح به مصر بازگشت.